# Ri Ŭl Sŏl
Ri Ŭl Sŏl (kor. 리을설, ur. 14 września 1921 w Ch’ŏngjin, zm. 6 listopada 2015 w Pjongjangu) – północnokoreański polityk i marszałek (원수, wŏnsu) Koreańskiej Armii Ludowej.
Był jednym z tzw. „pierwszej generacji” KRLD, jednym z towarzyszy broni Kim Ir Sena z partyzantki w latach 30. XX wieku. Następnie, pod koniec II wojny światowej, prawdopodobnie był członkiem 88 Brygady Strzeleckiej Armii Czerwonej z siedzibą w Chabarowsku. Jeden z trzech marszałków KRLD, obok obecnego przywódcy Korei Północnej, Kim Dzong Una oraz obok innego przedstawiciela „pierwszej generacji”, Kim Ch’ŏl Mana.

## Kariera
Ri Ŭl Sŏl urodził się 14 września 1921 roku w biednej chłopskiej rodzinie w mieście Ch’ŏngjin w prowincji Hamgyŏng Północny. Absolwent Akademii Wojskowej im. Frunzego w Moskwie. Jeszcze w 1948 roku został dowódcą pułku formującej się dopiero Koreańskiej Armii Ludowej. Przez lata pełnił funkcje dowódcze w zgrupowaniach wojskowych różnych szczebli – w lipcu 1950 został szefem Sztabu 4. dywizji, a w kwietniu 1951 dowódcą 3. pułku 15. dywizji. Nominację generalską otrzymał w marcu 1957 roku, razem z awansem na dowódcę dywizji. W latach 60. kontynuował karierę wysokiego dowódcy wojskowego. Od października 1962 dwugwiazdkowy generał-porucznik (kor. 중장), w tym roku przejął dowództwo nad 5. Korpusem KAL i po raz pierwszy wszedł do Najwyższego Zgromadzenia Ludowego, parlamentu Korei Północnej. W maju 1966 został szefem Sztabu 5. Zgrupowania Wojsk (kor. 집단군) KAL, niespełna 2 lata później, w marcu 1968 objął stanowisko naczelnego dowódcy 1. Zgrupowania.
W listopadzie 1970 roku, w ramach postanowień V Kongresu Partii Pracy Korei po raz pierwszy został członkiem Komitetu Centralnego PPK. Stanowisko to utrzymał po VI Kongresie w październiku 1980 roku, gdy został także członkiem Centralnej Komisji Wojskowej KRLD, będącej (obok Komisji Obrony Narodowej najważniejszym organem decyzyjnym Korei Północnej w sprawach wojskowych.
Awansowany na generała-pułkownika (kor. 상장) w lutym 1972 roku, gdy wrócił do 5. Zgrupowania Koreańskiej Armii Ludowej na stanowisko naczelnego dowódcy. Choć wciąż pełnił kierownicze funkcje w wojsku, lata 70. to czas, gdy coraz więcej uwagi Ri Ŭl Sŏl poświęcał pracy w cywilnych instytucjach państwowych KRLD. W marcu 1975 został szefem prowincjonalnych struktur Partii Pracy Korei w prowincji Hamgyŏng Południowy. Od sierpnia 1979 dowódca 5. Korpusu KAL.
W październiku 1982 przeszedł do jednostki zajmującej się ochroną przywódców KRLD, Kim Ir Sena i Kim Dzong Ila, został w niej zastępcą dowódcy (następnie, w latach 1996–2004 był dowódcą tego oddziału). Od sierpnia 1983 szef Dowództwa Obrony Pjongjangu, jednostki mającej w razie wybuchu drugiej wojny koreańskiej zajmować się obroną stolicy Korei Północnej. Czterogwiazdkowy generał (kor. 대장) od kwietnia 1985 roku.
Od maja 1990 do września 2003 członek Komisji Obrony Narodowej KRLD, uchodzącej za najważniejszy organ kolegialny w systemie politycznym KRLD. W kwietniu 1992 roku awansowany na wicemarszałka Koreańskiej Armii Ludowej (kor. 차수), a w październiku 1995 – na marszałka (kor. 원수). Był jeden z trzech marszałków KRLD, obok obecnego przywódcy Korei Północnej, Kim Dzong Una oraz obok innego przedstawiciela „pierwszej generacji”, Kim Ch’ŏl Mana. Kim Dzong Un został marszałkiem (mimo braku doświadczenia wojskowego) ze względu na pełnione funkcje kierownicze w państwie, dla Ri Ŭl Sŏla i Kim Ch’ŏl Mana awans stanowi wyróżnienie za lata spędzone u boku Kim Ir Sena podczas walk w partyzantce antyjapońskiej w latach 30. i 40. XX wieku. To właśnie współpraca z Kim Ir Senem stanowiła źródło autorytetu dla obu marszałków, dzięki któremu byli na przestrzeni lat wyznaczani do pełnienia najwyższych funkcji w armii i aparacie politycznym KRLD.
Deputowany Najwyższego Zgromadzenia Ludowego KRLD, parlamentu KRLD, od III do V, a także nieprzerwanie począwszy od VII kadencji (tj. od października 1962 do 1977 roku, następnie od lutego 1982 do listopada 2015). Na mocy postanowień III Konferencji Partii Pracy Korei 28 września 2010 roku po raz kolejny został członkiem Komitetu Centralnego Partii Pracy Korei.
Po śmierci Kim Dzong Ila w grudniu 2011 roku, Ri Ŭl Sŏl znalazł się na wysokim, 31. miejscu w 233-osobowym Komitecie Żałobnym. Świadczyło to o formalnej i faktycznej przynależności Ri Ŭl Sŏla do grona kierownictwa politycznego Koreańskiej Republiki Ludowo-Demokratycznej. Według specjalistów, miejsca na listach tego typu określały rangę polityka w hierarchii aparatu władzy.
W ostatnich latach zmagał się z rakiem płuc. Zmarł 7 listopada 2015 r. o godzinie 10:10 czasu lokalnego. Pogrzeb jak i ceremonia odbyła się 11 listopada 2015 r.

## Odznaczenia
Laureat tytułu „Bohatera” (grudzień 1972), a także „Podwójnego Bohatera” (kwiecień 1992) oraz „Bohatera Robotniczego” (kwiecień 1997). Odznaczony Orderem Kim Ir Sena (kwiecień 1982) i Orderem Flagi Narodowej I klasy (kwiecień 1997), ponadto kawaler Orderu Kim Dzong Ila (luty 2012).